# Døllefjelde Kirke
Kirken består af et romansk kor (resten af den oprindelige kirke) og et gotisk skib samt et sengotisk tårn mod vest. Syd for kirken fandtes tidligere en helligkilde, Skt. Kjelds kilde, som frem til 1593 gav anledning til et kildemarked. Man skal angiveligt have forsøgt at stoppe kilden, men den genopstod flere gange på andre steder nær kirken. I 1593 flyttede markedet til Sakskøbing. Det fortælles at borgerne i Sakskøbing købte markedet af kirken og betalte med en mur af brændte sten, muligvis kirkegårdens nordmur med en indgangsportal.

## Inventar
- Døbefonten er romansk og måske fra kirkens oprettelse.
- I korets nordside findes en kopi af et middelalderligt vindue med glasmaleri. Originalen blev nedtaget 1825 og indleveret til Nationalmuseet.
- På skibets nordvæg hænger et korbue-krucifiks fra ca. 1325.
- Altertavlen er fra ca. 1610.
- Foran tavlen er opstillet en formindsket kopi af Thorvaldsens kristusfigur.
- Alterbordet er nyere.

## Eksterne kilder og henvisninger
- Otto Norn: Danmarks kirker, Maribo Amt b. 2
- Døllefjelde Kirke Arkiveret 19. september 2015 hos  Wayback Machine hos KortTilKirken.dk
- Døllefjelde Kirke hos danmarkskirker.natmus.dk (Danmarks Kirker, Nationalmuseet)